# Rockingham (Carolina del Nord)
Rockingham è una città degli Stati Uniti d'America situata nella Carolina del Nord, nella Contea di Richmond, della quale è anche il capoluogo.